# Magalang
Magalang is een gemeente in de Filipijnse provincie Pampanga op het eiland Luzon. Bij de laatste census in 2007 had de gemeente bijna 99 duizend inwoners.

## Geografie

### Bestuurlijke indeling
Magalang is onderverdeeld in de volgende 27 barangays:
| - Ayala - Bucanan - Camias - Dolores - Escaler - La Paz - Navaling - San Agustin - San Antonio - San Francisco - San Ildefonso - San Isidro - San Jose - San Miguel | - San Nicolas 1st - San Nicolas 2nd - San Pablo - San Pedro I - San Pedro II - San Roque - San Vicente - Santa Cruz - Santa Lucia - Santa Maria - Santo Niño - Santo Rosario - Turu |

## Demografie
Magalang had bij de census van 2007 een inwoneraantal van 98.595 mensen. Dit zijn 21.065 mensen (27,2%) meer dan bij de vorige census van 2000. De gemiddelde jaarlijkse groei komt daarmee uit op 3,37%, hetgeen hoger is dan het landelijk jaarlijks gemiddelde over deze periode (2,04%). Vergeleken met de census van 1995 is het aantal mensen met 45.988 (87,4%) toegenomen.

De bevolkingsdichtheid van Magalang was ten tijde van de laatste census, met 98.595 inwoners op 97,32 km², 540,6 mensen per km².